# Fjällräven

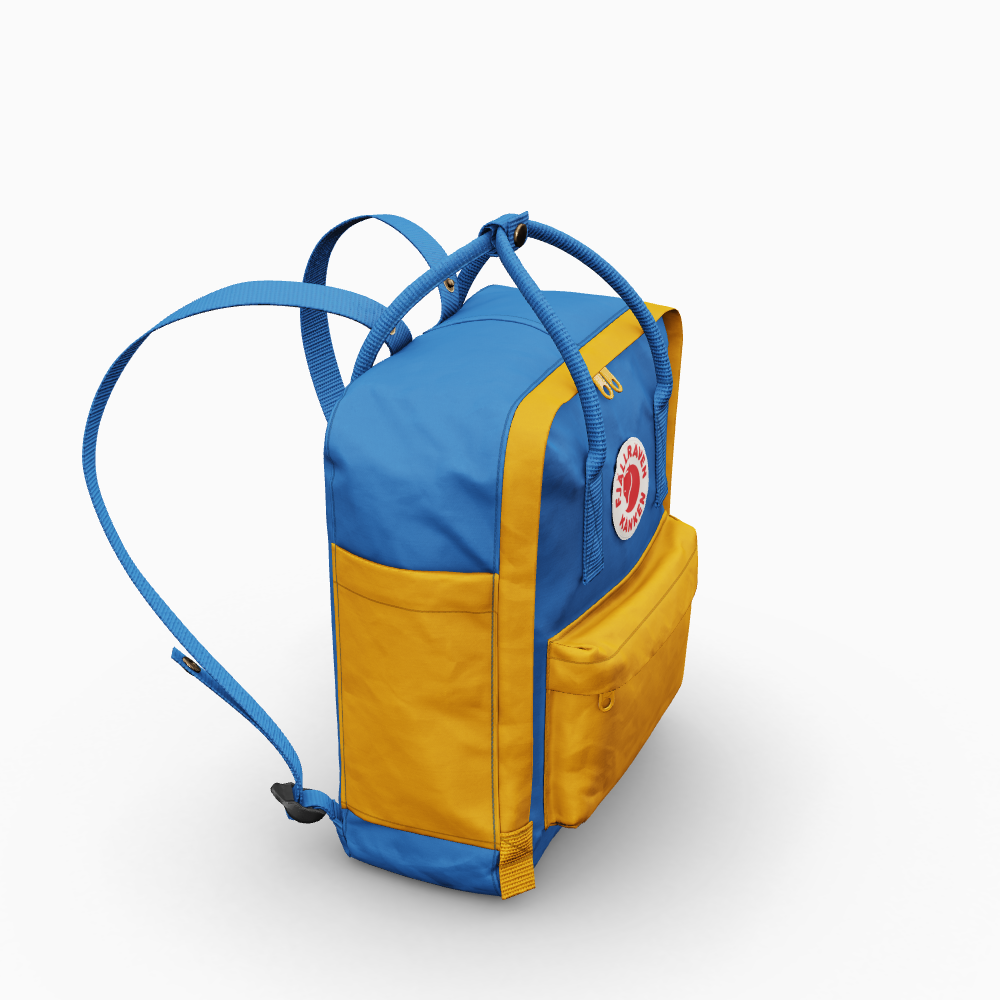
Rucksack der Marke Kånken

Fjällräven AB (schwedisch für Polarfuchs (wortwörtlich für „der Bergfuchs“)) ist ein schwedisches Unternehmen, das sich auf Outdoor-Ausrüstung, Outdoor- und Funktionsbekleidung spezialisiert hat.
Das Unternehmen mit Sitz im schwedischen Örnsköldsvik wurde 1960 von Åke Nordin gegründet. Es gehört mehrheitlich zur schwedischen Fenix Outdoor AB, zu der auch die Marken Hanwag und Primus gehören. Fenix Outdoor AB gehört wiederum der Fenix Outdoor International AG, einer an der Börse in Stockholm gehandelten Aktiengesellschaft ohne Mehrheitsaktionär (Stand: Juni 2016) mit Verwaltungssitz in Zug, Schweiz.
Fjällräven ist Veranstalter des jährlichen Trekking-Wettbewerbs Fjällräven Classic. Fjällräven ist Hoflieferant des schwedischen Königshauses.